# علي كامبل
علي كامبل (بالإنجليزية: Ali Campbell)‏ هو عازف قيثارة ومغني وملحن ومغن مؤلف بريطاني، ولد في 15 فبراير 1959 في برمنغهام في المملكة المتحدة.

## وصلات خارجية
- الموقع الرسمي
- علي كامبل على موقع IMDb (الإنجليزية)
- علي كامبل على موقع ميوزك برينز (الإنجليزية)
- علي كامبل على موقع ميوزك برينز (الإنجليزية)
- علي كامبل على موقع إن إن دي بي (الإنجليزية)
- علي كامبل على موقع أول ميوزيك (الإنجليزية)
- علي كامبل على موقع ديسكوغز (الإنجليزية)